# Las Mesas de Pineda
Las Mesas de Pineda är en ort i Mexiko.   Den ligger i kommunen Coyuca de Catalán och delstaten Guerrero, i den södra delen av landet, 250 km sydväst om huvudstaden Mexico City. Las Mesas de Pineda ligger 689 meter över havet och antalet invånare är 301.
Terrängen runt Las Mesas de Pineda är bergig åt sydväst, men åt nordost är den kuperad. Runt Las Mesas de Pineda är det glesbefolkat, med 8 invånare per kvadratkilometer. Las Mesas de Pineda är det största samhället i trakten. I omgivningarna runt Las Mesas de Pineda växer huvudsakligen savannskog.